# 克盧姆帕內峰
克盧姆帕內峰，是南極洲的山峰，位於毛德皇后地的瑪塔公主海岸，屬於阿爾曼嶺的一部分，處於努普沙姆拉內峰的西方。挪威製圖師根據探險隊的測量和拍攝的空中照片繪入地圖，現時由南極條約體系管理。